# Carl Schwenn
Carl Joseph Schwenn, född 7 januari 1888 i Århus, död 1973, var en dansk målare.
Han var son till overretssagfører Rudolf Peter Heinrich Schwenn och Ida Pouline Dorph Pedtersen och från 1915 gift med Tabita Nielsen. Schwenn studerade vid Det Kongelige Danske Kunstakademi i Köpenhamn 1908–1912 och under resor till Frankrike och Italien. Han medverkade i Kunstnerernes efteraarsudstilling 1912–1916 och Charlottenborgsutställningarna 1916–1950 samt i ett flertal separatutställningar i Köpenhamn. Han gjorde flera sommaruppehåll i Sverige och målade här ett antal motiv från olika orter och platser. Vid sidan av sitt eget skapande var han docent vid konstakademiens perspektivskola i Köpenhamn. Hans konst består av ett impressionistiskt landskapsmåleri.   